# Illicium verum
Illicium verum popularmente como anis-estrelado, anis-da-china, anis-da-sibéria,  badiana ou funcho-da-china é uma planta originária da China e do Vietnã. É considerado uma especiaria de uso medicinal e culinário. Possui um aroma idêntico ao do anis pois contém o mesmo óleo, embora seja mais forte.
Há outra espécie próxima, originada do Japão, denominada de anis-estrelado-japonês (Illicium anisatum, também conhecido como Illicium religiosum, Illicium japonicum), shikimmi ou skimmi. Está espécie é reconhecida cientificamente como altamente venenosa e é, por isso, imprópria para o consumo humano,

## Sinônimos
A espécie Illicium verum possui 1 sinônimo reconhecidos atualmente.
- Illicium san-ki Perr.

## Características
É uma planta de 6 a 8 metros de altura, cultivada no sul da China, no Vietnã, os frutos constituem em rosetas que depois de colhidas e maduras são desidratas ou submetidas à destilação para a extração de seu óleo volátil.
A flores são desde brancas até vermelhas, solitárias, os frutos têm o formato de estrela de cinco pontas, consistindo em 8 carpelos arranjados em torno de um centro, cada carpelo é rígido com o formato de barca contendo cada um uma semente marrom, ovoide e brilhante. Os carpelos são mais aromáticos do que as sementes.

## Uso medicinal
Possui propriedades digestivas tendo sido usado contra intoxicações por frutos do mar.
É conhecido também por suas propriedades antissépticas, anti-inflamatórias, calmantes, digestivas e diuréticas. Na culinária, a estrela-de-anis é utilizada para produzir óleos essenciais e aromatizar bebidas alcoólicas, como a sambuca. É a partir desta planta que se produz o principal fármaco para tratamento da Gripe A, o Oseltamivir (nome comercial: Tamiflu).

## Uso culinário
É aromatizante usado em pães, bolos, peixes e frutos de mar, deve ser usado com cautela pois pode ser tóxico.
Ingrediente essencial ao "pó de cinco especiarias", o anis-estrelado é usado na culinária chinesa em sopas, caldos, marinadas para  carne de porco, pato e frango. Na cozinha vietnamita é cozido em caldos e no pho (sopa de macarrão e carne). Na Índia, o anis-estrelado é comumente usado para substituir o anis por ser mais barato.
É uma dos ingredientes do Chartreuse.

## Galeria

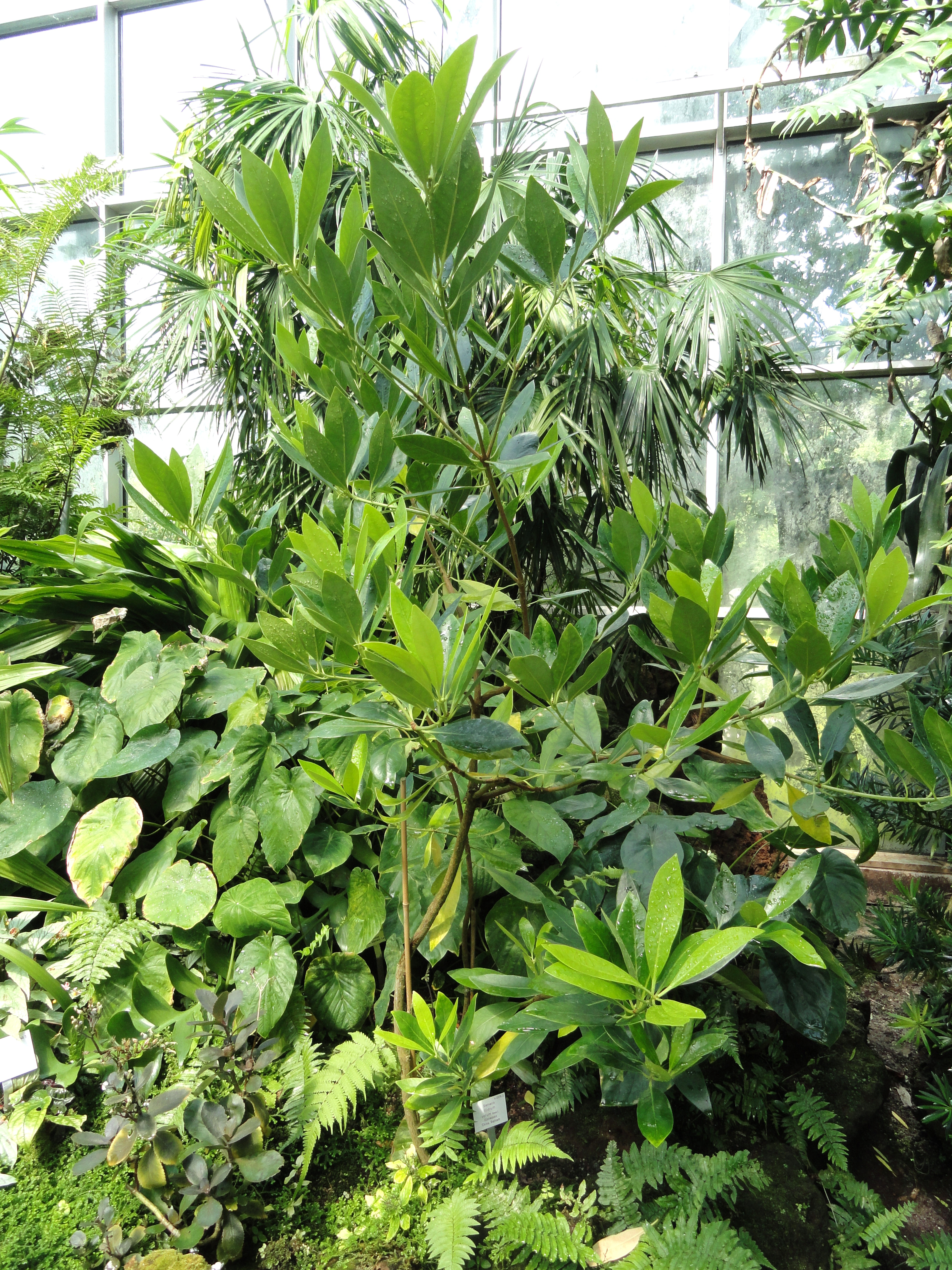
arbusto de anis estrelado
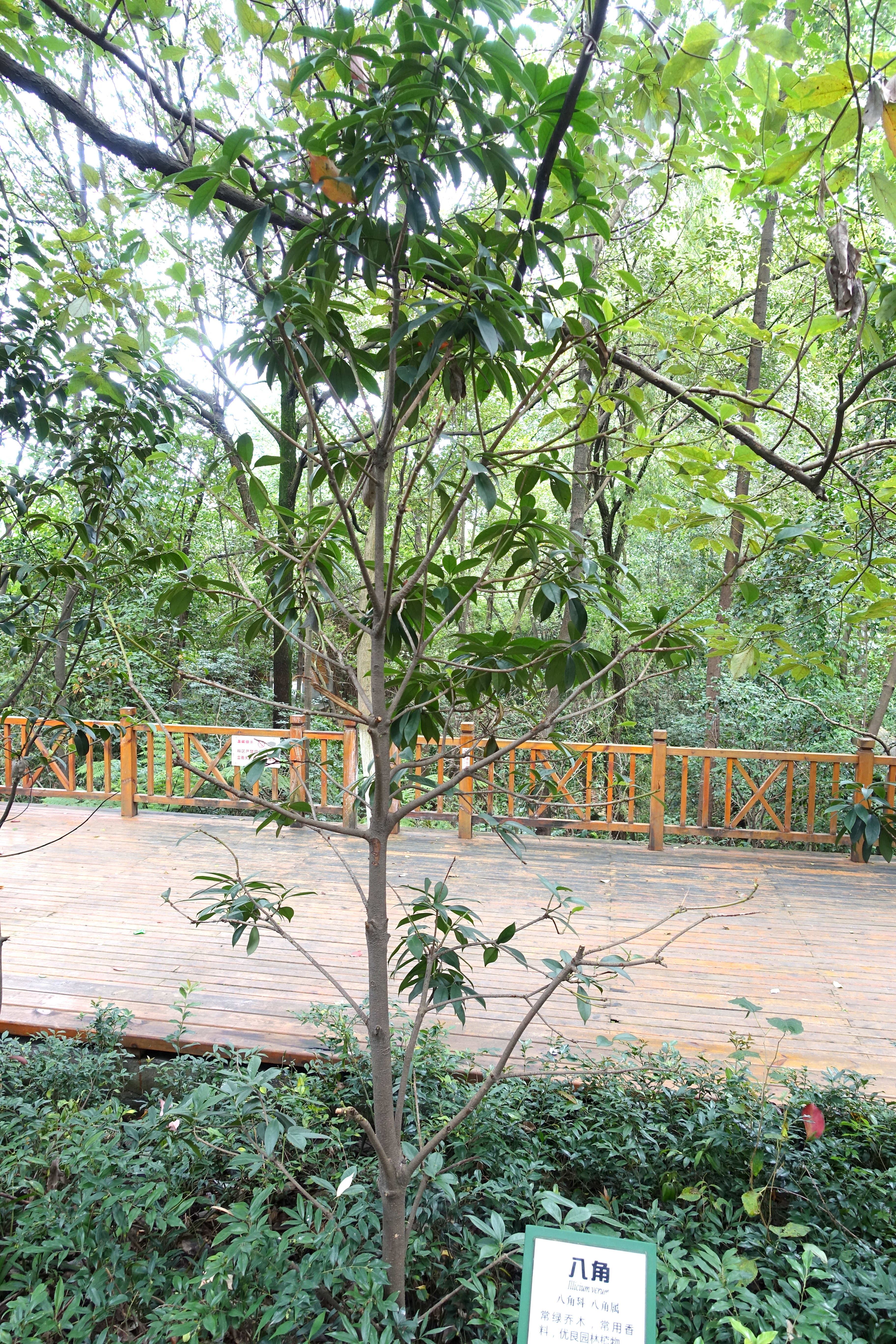
arbusto de anis estrelado
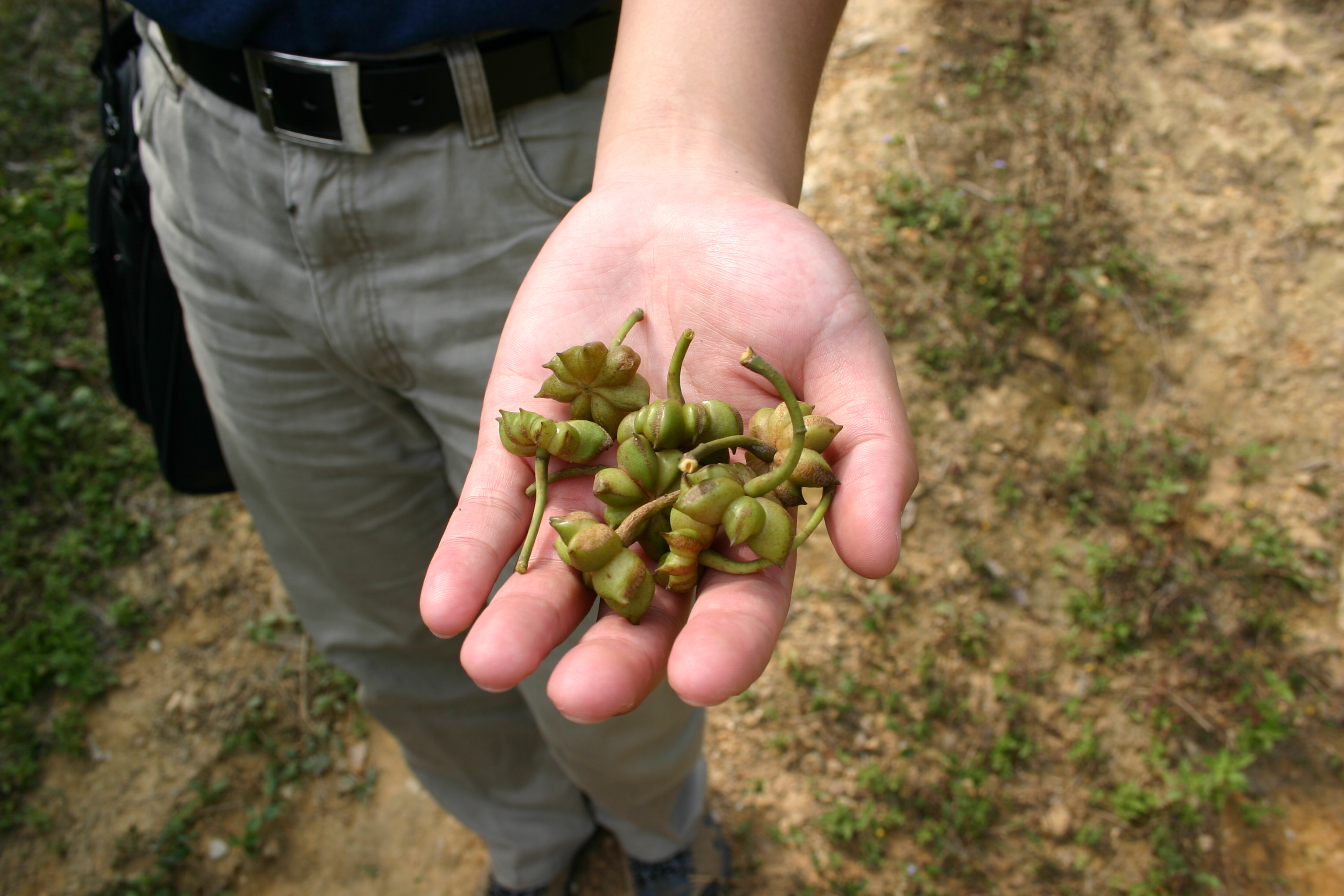
Frutos ainda verdes
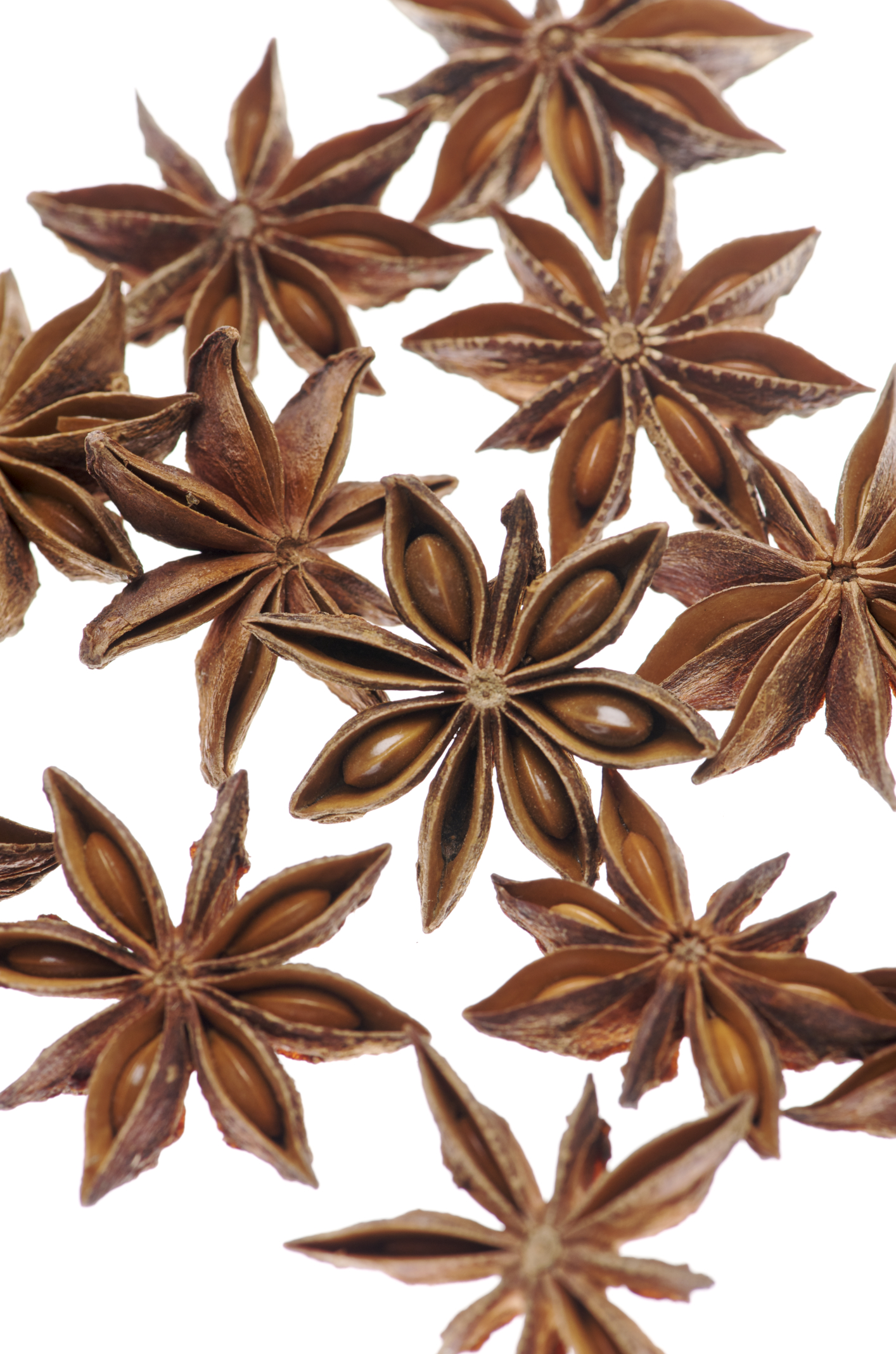
frutos desidratados
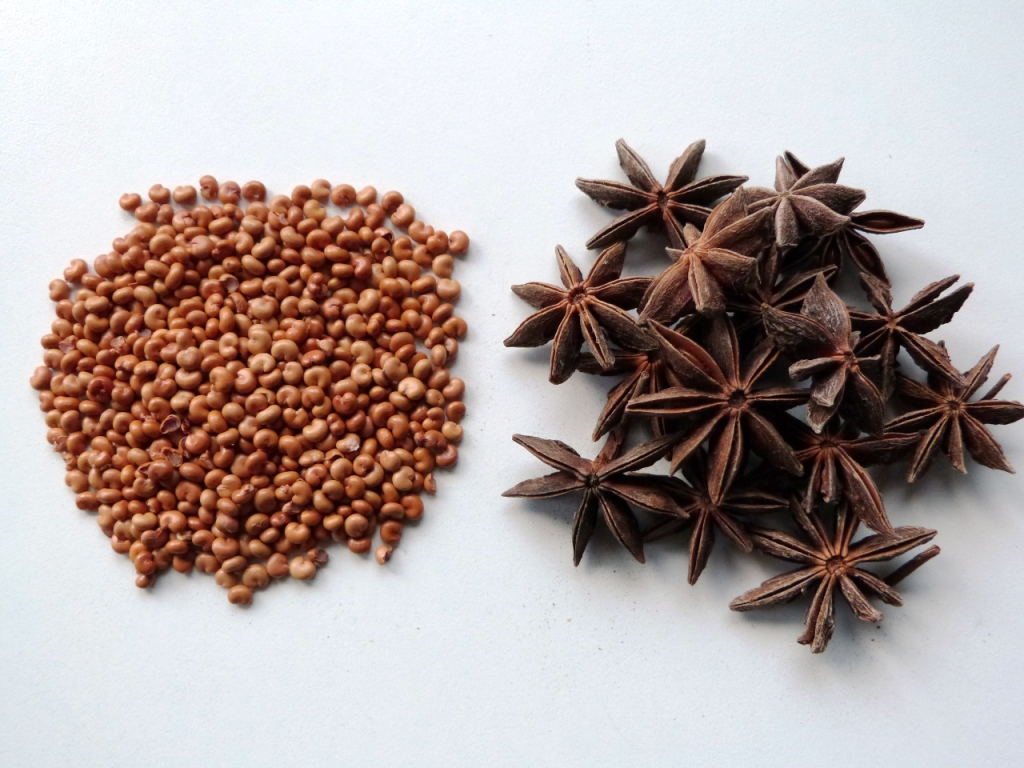
sementes removidas do fruto (à esquerda)